# Гулаєв Ахсарбек Казбекович
Ахсарбек Казбекович Гулаєв (ос. Гулаты Хъазыбеджы фырт Ӕхсарбег; нар. 23 серпня 1997, Північна Осетія) — російський та словацький борець вільного стилю осетинського походження, борець вільного стилю, чемпіон Європи.

## Життєпис
Боротьбою почав займатися з 2012 року. До 2016 року представляв Росію. З 2017 року почав виступи за збірну Словаччини. У її складі став призером чемпіонатів світу та Європи на юніорському та молодіжному рівнях. У 2021 став чемпіоном Європи серед дорослих.
Виступає за спортивний клуб «Олімп» Партизанське (Словаччина). Тренерт — Артур Базаєв (з 2012), Родіон Кертанті (з 2015).

## Спортивні результати на міжнародних змаганнях

### Виступи на Чемпіонатах світу
| Змагання                        | Збірна     | Вагова категорія          | Місце |
| ------------------------------- | ---------- | ------------------------- | ----- |
| Чемпіонат світу з боротьби 2018 | Словаччина | вільна боротьба, до 74 кг | 18    |
| Чемпіонат світу з боротьби 2021 | Словаччина | вільна боротьба, до 79 кг | 19    |
| Чемпіонат світу з боротьби 2022 | Словаччина | вільна боротьба, до 79 кг | 24    |
| Чемпіонат світу з боротьби 2023 | Словаччина | вільна боротьба, до 79 кг | 7     |

### Виступи на Чемпіонатах Європи
| Змагання                         | Збірна     | Вагова категорія          | Місце  |
| -------------------------------- | ---------- | ------------------------- | ------ |
| Чемпіонат Європи з боротьби 2018 | Словаччина | вільна боротьба, до 74 кг | 5      |
| Чемпіонат Європи з боротьби 2020 | Словаччина | вільна боротьба, до 79 кг | 9      |
| Чемпіонат Європи з боротьби 2021 | Словаччина | вільна боротьба, до 79 кг | Золото |
| Чемпіонат Європи з боротьби 2022 | Словаччина | вільна боротьба, до 79 кг | 11     |
| Чемпіонат Європи з боротьби 2023 | Словаччина | вільна боротьба, до 79 кг | 9      |
| Чемпіонат Європи з боротьби 2024 | Словаччина | вільна боротьба, до 86 кг | 14     |

### Виступи на Європейських іграх
| Змагання              | Збірна     | Вагова категорія          | Місце |
| --------------------- | ---------- | ------------------------- | ----- |
| Європейські ігри 2019 | Словаччина | вільна боротьба, до 74 кг | 12    |

### Виступи на Кубках світу
| Змагання                    | Збірна     | Вагова категорія          | Місце |
| --------------------------- | ---------- | ------------------------- | ----- |
| Кубок світу з боротьби 2020 | Словаччина | вільна боротьба, до 79 кг | 5     |

### Виступи на інших змаганнях
| Змагання                                     | Збірна     | Вагова категорія          | Місце  |
| -------------------------------------------- | ---------- | ------------------------- | ------ |
| Турнір Алі Алієва 2016                       | Росія      | вільна боротьба, до 70 кг | 5      |
| Турнір Дмитра Коркіна 2017                   | Словаччина | вільна боротьба, до 74 кг | Бронза |
| Київський Міжнародний турнір з боротьби 2018 | Словаччина | вільна боротьба, до 74 кг | Бронза |
| Турнір Дана Колова — Николи Петрова 2018     | Словаччина | вільна боротьба, до 74 кг | 7      |
| Турнір Олександра Медведя 2018               | Словаччина | вільна боротьба, до 74 кг | 5      |
| Турнір Яшара Догу 2019                       | Словаччина | вільна боротьба, до 79 кг | Срібло |
| Турнір Г. Картозія і В. Балавадзе 2019       | Словаччина | вільна боротьба, до 74 кг | 5      |
| Київський Міжнародний турнір з боротьби 2021 | Словаччина | вільна боротьба, до 86 кг | 9      |
| Меморіал Вацлава Циолковського 2021          | Словаччина | вільна боротьба, до 79 кг | Золото |
| Турнір Олександра Медведя 2021               | Словаччина | вільна боротьба, до 79 кг | 12     |
| Меморіал Болата Турлиханова 2022             | Словаччина | вільна боротьба, до 79 кг | Бронза |
| Меморіал Маттео Пелліконе 2022               | Словаччина | вільна боротьба, до 79 кг | Бронза |
| Відкритий чемпіонат Загреба з боротьби 2023  | Словаччина | вільна боротьба, до 79 кг | 7      |
| Турнір Ібрагіма Мустафи 2023                 | Словаччина | вільна боротьба, до 79 кг | 16     |
| Турнір Дана Колова — Николи Петрова 2023     | Словаччина | вільна боротьба, до 79 кг | 5      |
| Меморіал Імре Поляка та Яноша Варги 2024     | Словаччина | вільна боротьба, до 79 кг | Бронза |

### Виступи на змаганнях молодших вікових груп
| Змагання                                       | Збірна     | Вагова категорія          | Місце  |
| ---------------------------------------------- | ---------- | ------------------------- | ------ |
| Чемпіонат Європи з боротьби серед юніорів 2017 | Словаччина | вільна боротьба, до 74 кг | Бронза |
| Чемпіонат світу з боротьби серед юніорів 2017  | Словаччина | вільна боротьба, до 74 кг | 10     |
| Чемпіонат Європи з боротьби серед молоді 2017  | Словаччина | вільна боротьба, до 70 кг | 11     |
| Чемпіонат світу з боротьби серед молоді 2017   | Словаччина | вільна боротьба, до 74 кг | Срібло |
| Чемпіонат Європи з боротьби серед молоді 2018  | Словаччина | вільна боротьба, до 74 кг | Срібло |
| Чемпіонат світу з боротьби серед молоді 2018   | Словаччина | вільна боротьба, до 74 кг | 5      |
| Чемпіонат Європи з боротьби серед молоді 2019  | Словаччина | вільна боротьба, до 74 кг | Срібло |